# François Laudet
François Laudet (* 11. November 1958 in Paris) ist ein französischer Jazzmusiker (Schlagzeug).

## Leben und Wirken
Laudet begann autodidaktisch Schlagzeug zu spielen. Er arbeitete ab 1979 mit Lou Bennett und Philippe Baudoin. 1982 trat er mit Guy Lafitte auf dem Traditional Jazz Festival Breda auf. Ab den 1980er Jahren arbeitete er vorwiegend in Bigbands, wie Claude Tissendiers Saxomania, Ellingtonmania, in der Ornicar Big Band seines Bruders Philippe Laudet, mit Gérard Badinis Super Swing Machine und mit seiner eigenen Bigband, mit der er 1992 ein erstes Livealbum (The Drummer Is Rich) vorlegte (entstanden im Petit Journal Montparnasse), gefolgt von dem Glenn-Miller-Tribut In the Miller Mood (1994), dem Mitschnitt Let’s Take Off (1996) aus dem Jazzclub Duc des Lombards und dem Album Live in Paris (Black & Blue, 2001).
Im Jahr 1997 ersetzte Laudet Butch Miles bei einer Tournee des Count Basie Orchestra (Ghost Band). 1994 erhielt er den Prix Sidney Bechet, 1998 wurde seine Band für den Django d’Or der französischen Académie du Jazz nominiert. In den 2000er und 2010er Jahren spielte er mit Tullia Morand, Michel Pastre, Marc Richard und Olivier Franc. Im Bereich des Jazz war er von 1979 bis 2011 an 54 Aufnahmesessions beteiligt, u. a. auch mit Turk Mauro, François Biensan, Jean-Loup Longnon und Stan Laferriere.